# Ĩ̂
Ĩ̂ (minuscule : ĩ̂), appelé I tilde accent circonflexe, est une lettre latine utilisée dans l’orthographe standardisée des langues du Congo-Kinshasa dont le ngbaka minangende et utilisée dans l’écriture du lyélé au Burkina Faso.
Elle est formée de la lettre I avec un tilde suscrit et un accent circonflexe.

## Utilisation
En ngbaka minangende, le ‹ ĩ̂ › est utilisé dans les ouvrages linguistiques pour représenter la voyelle /i/ nasalisée avec un ton tombant ; la nasalisation est indiquée à l’aide du tilde, et le ton est indiqué à l’aide de l’accent circonflexe. Dans l’orthographe, le ton est habituellement indiqué uniquement lorsqu’il y a ambigüité.

## Représentations informatiques
Le I tilde accent circonflexe peut être représenté avec les caractères Unicode suivants : 
- composé et normalisé NFC (latin étendu A, diacritiques)[1],[2] :

| formes    | représentations | chaînes de caractères | points de code | descriptions                                                   |
| --------- | --------------- | --------------------- | -------------- | -------------------------------------------------------------- |
| capitale  | Ĩ̂               | Ĩ◌̂                    | U+0128 U+0302  | lettre majuscule latine i tilde diacritique accent circonflexe |
| minuscule | ĩ̂               | ĩ◌̂                    | U+0129 U+0302  | lettre minuscule latine i tilde diacritique accent circonflexe |

- décomposé et normalisé NFD (latin de base, diacritiques) :

| formes    | représentations | chaînes de caractères | points de code       | descriptions                                                               |
| --------- | --------------- | --------------------- | -------------------- | -------------------------------------------------------------------------- |
| capitale  | Ĩ̂               | I◌̃◌̂                   | U+0049 U+0303 U+0302 | lettre majuscule latine i diacritique tilde diacritique accent circonflexe |
| minuscule | ĩ̂               | i◌̃◌̂                   | U+0069 U+0303 U+0302 | lettre minuscule latine i diacritique tilde diacritique accent circonflexe |